# جهيد يونسي
محمد جهيد يونسي (1961 في عنابة، الجزائر)  هو سياسي جزائري.

## حياته
ولد جهيد يونسي عام 1961 في حي سيدي سالم الشعبي بولاية عنابة. نشأ يتيما إذ استشهد والده أثناء الثورة الجزائرية قبل ولادة جهيد. درس الابتدائية والثانوية والجامعية في مدينته وتحصل على شهادة مهندس في الميكانيك، سافر بعدها إلى فرنسا حيث تحصل على دبلوم الدراسات المعمقة في الصوتيات من جامعة ستراسبورغ، والدكتوراه في الروبوتيك من جامعة باريس. بعد انتهاء دراسته عاد إلى الجزائر للعمل في مجال التدريس بمعهد الهندسة في قالمة. بدأ نشاطه السياسي في صفوف التيار الإسلامي منذ السبعينات من القرن الماضي قبل أن ينضم إلى حركة النهضة التي أصبح عضوا بمجلس الشورى التابع لها. في عام 1999 أسس يونسي مع عدد من نشطاء الحركة حركة الإصلاح الوطني. بعد أن ترك حركة النهضة بسبب الخلاف الذي نشب داخلها. ترشح في الانتخابات الرئاسية عام 2009 في الجزائر وحل في المركز الرابع من ستة مرشحين بحصوله على 1.37 % من أصوات الناخبين.